# 北沼路
北沼路（英語：Northmoor Road）是英格蘭牛津的一條街道。

## 著名居民

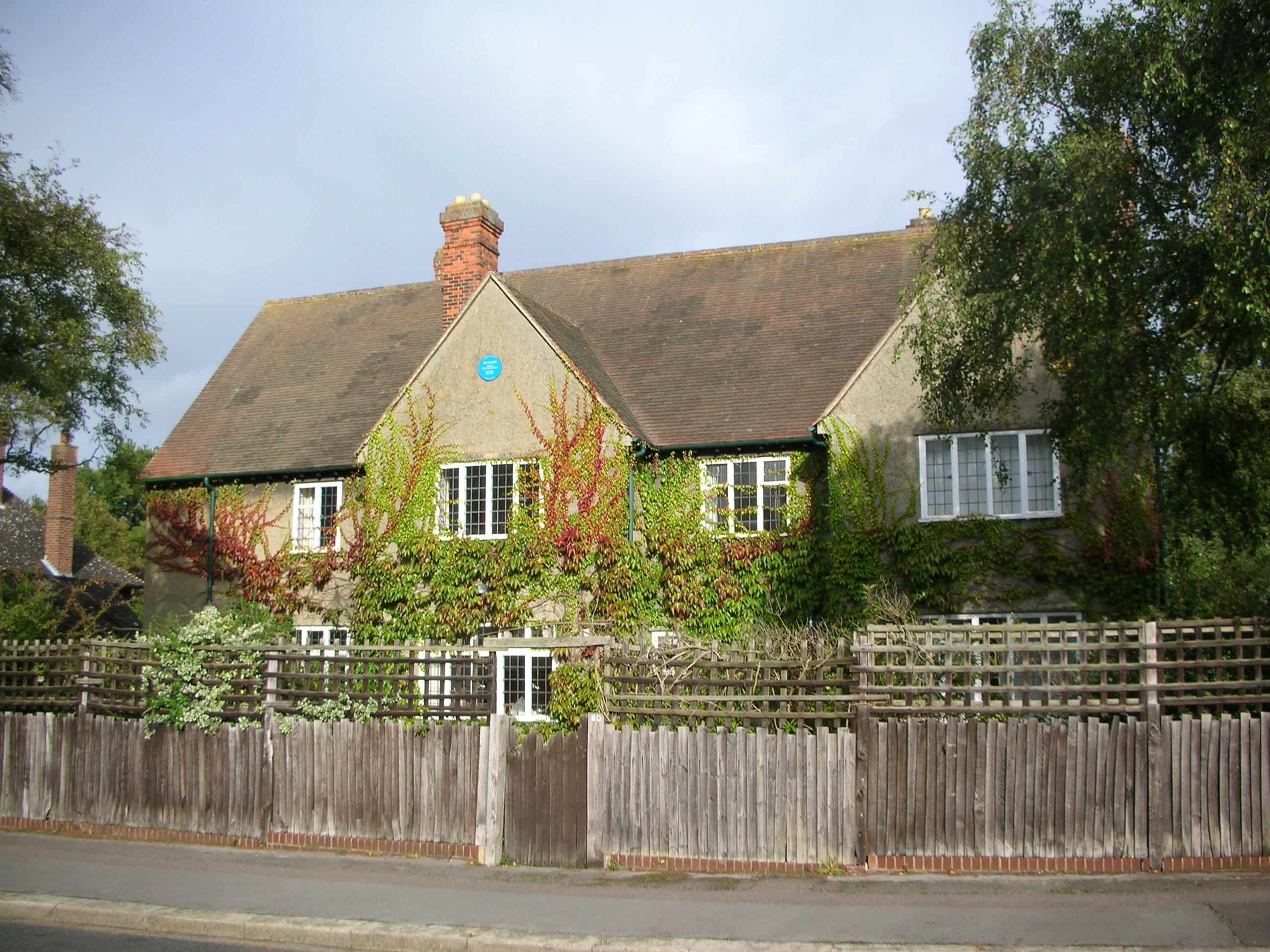
北沼路20號，J·R·R·托爾金的住處。

1926年，著名語言學家和作家J·R·R·托爾金住進了北沼路22號，之後又搬至20號，於該處居住有二十多年之久，並在此創作了《哈比人》和一部分的《魔戒》。
奧地利物理學家埃爾溫·薛丁格及其妻子安妮於1933年至1936年間住在北沼路。

## 外部連結
- Outside 20 Northmoor Road（页面存档备份，存于）（360°視角）
- Outside 22 Northmoor Road（页面存档备份，存于） （360°視角）

51°46′09″N 1°15′35″W / 51.76912°N 1.25969°W